# Alerte anti-pollution polonaise
Alerte Anti–Pollution Polonaise (en polonais : Polski Alarm Smogowy, en anglais : Polish Smog Alert) est un mouvement anti-pollution qui associe les initiatives locales visant à améliorer la qualité de l’air en Pologne au niveau local et national.

## Objectif
Alerte Anti-Pollution Polonaise a été créée le 10 février 2015 par l’association des groupes locaux: Alerte Anti–Pollution de Cracovie, Alerte Anti-Pollution de Basse-Silésie et Alerte Anti- Pollution de Podhale.
Une des premières activités des organisations fondatrices a mené à changer de loi sur la protection de l’environnement de façon à rendre plus facile pour les autorités locales de changer leurs règlements en matière d’amélioration de la qualité de l’air. Or, les règlements en vigueur en 2015 empêchaient aux diétines de voïvodie d’adopter les lois anti – pollution qui interdiraient d’utiliser notamment des combustibles solides de très mauvaise qualité ainsi que d’utiliser des poêles à charbon et bois hors classe.

## Mission
La mission de l’Alerte Polonaise Anti–Pollution (PAS) est d’améliorer la qualité de l’air de sorte que les normes de qualités ne soient pas dépassées sur l’ensemble du territoire du pays. PAS considère la pollution de l’air comme une grave menace contre la santé et la vie des personnes qui habitent en Pologne. PAS est une organisation opérant au - delà des partis, coopérant avec les communautés, organisations non – gouvernementales ainsi qu’avec le milieu scientifique.
Au début de l’activité, PAS a stipulé 11 demandes dont l’accomplissement est indispensable pour améliorer la qualité de l’air en Pologne. Ce sont entre autres: l’établissement des normes de qualité des combustibles utilisés dans les domiciles, la mise en place des standards d’émission pour les poêles à charbon et bois, la divulgation des lois anti-pollution, le contrôle de la qualité du charbon ainsi que la diminution des seuils d’alerte contre la pollution de l’air.
Selon Alerte Anti-Pollution, les normes officielles masquent la gravité de la pollution en Pologne : si on appliquait les mêmes seuils qu'en France (80 microgrammes par m3 au lieu de 300 en Pologne), plusieurs villes seraient en état d'alerte plusieurs dizaines de jours et jusqu'à deux mois par an.
Le 1er août 2019, Alerte Anti-Pollution comprenait 40 initiatives locales . Son président en juin 2019 est Andrzej Guła. 